# Rosa Villavicencio
Rosa Yolanda Villavicencio Mapy (Bogotá, 13 de septiembre de 1962), es una economista y política colombiana que se desempeña como Ministra de Relaciones Exteriores de Colombia desde el 8 de julio de 2025, tras la renuncia de Laura Sarabia.

## Biografía
Nació en Bogotá de madre colombiana de ascendencia indígena y padre ecuatoriano;  su madre había huido de los disturbios políticos en Tolima en la década de 1950. La familia, que vivía en condiciones económicas difíciles en medio del conflicto colombiano, se radicó brevemente a Ecuador entre 1968 y 1971; su padre pasó tres años en la ciudad de Nueva York como migrante indocumentado.
Estudió economía en la Universidad Cooperativa de Colombia. En 1987, tras ser despedida por sus actividades como sindicalista y su afiliación al Partido Socialista de los Trabajadores, se trasladó a las afueras de Madrid, España. Tiene una especialidad en Cooperación Internacional para el Desarrollo por la Universidad Complutense de Madrid, así como una maestría en Migración y Relaciones Intercomunitarias, desde 2023.

## Trayectoria
En 1999, se unió al el Partido Socialista Obrero Español (PSOE) y fue elegida para la Asamblea de Madrid para la VIII Legislatura (2007-2011), la primera mujer no española en ocupar el cargo en Madrid, y la segunda en toda España. Como parlamentaria, fue miembro de varias comisiones, incluidas las de educación, mujer e inmigración.  También ha escrito artículos de opinión para varias publicaciones, entre ellas El Plural.
Antes de asumir el cargo de Viceministra, trabajó en la Secretaría de Gobierno Distrital (2015-2016) y como presidenta y secretaria general (2016-2022) de la ONG española AESCO - América, España, Solidaridad y Cooperación, de la que es cofundadora y trabaja en el Ministerio de Asuntos Exteriores desde 2022, como, entre otras cosas, coordinadora del grupo de trabajo Colombia nos une, que ofrece servicios a colombianos residentes en el exterior.

## Publicaciones
- Una sudaca en el Parlamento (2011); ISBN 8-4694-7939-3,
- Caracterización de la experiencia migratoria de colombianos en el extranjero (2019, co-author); ASIN B07VKC1NGH